# Chalandrion
Chalandrion, Halandri, Khalandri (Χαλάνδρι), Chalandri, Halandrion, Khalandrion este un oraș în Grecia.
- Area: 9 km²
- Locație: 38.042 (38°1'29') N, 23.8 (23°48'1') E
- Altitudine: 180, 185 (cen.), 200 m
- Cod oștal: 152 xx

## Populație
| An   | Populație | Densitate     |
| ---- | --------- | ------------- |
| 1981 | 54 320    | 13 580/km²    |
| 1991 | 66 285    | 16 571,25/km² |